# 25 mai 2014
Le dimanche 25 mai 2014 est le 145e jour de l'année 2014.

## Décès
- Marcel Côté 	Homme d'affaires et homme politique québécois.
- Wojciech Jaruzelski 	Homme politique et militaire polonais, 4e président de la République de Pologne.
- Matthew Saad Muhammad 	Boxeur américain.
- Manuel Uribe 	Mexicain réputé pour avoir été le plus lourd du monde.
- Bunny Yeager 	Pin-up et photographe américaine.

## Événements
- élections législatives, régionales et européennes en Belgique ;
- élection présidentielle en Colombie (premier tour) ;
- élection présidentielle en Lituanie, Dalia Grybauskaitė est réélue ;
- élection présidentielle en Ukraine, Petro Porochenko est élu.